# Джери Хасан
Джери Хасан PhD (на английски: Gerry Hassan) (роден 1964 г., Шотландия) е шотландски писател, академичен и научен сътрудник в Университета на Западна Шотландия. Той също е асоцииран към „Demos“ и „Opendemocracy“. Джери Хасан е чест коментатор за британския национален ежедневник The Guardian по теми и въпроси, свързани с Обединеното кралство, особено Шотландия.

## Книги
- Caledonian Dreaming: The Quest for a Different Scotland (Open Scotland), 2014
- The Strange Death of Labour Scotland, 2012
- The Modern SNP: From Protest to Power, 2009
- After Blair: Politics After the New Labour Decade, 2006
- The Scottish Labour Party: History, Institutions and Ideas, 2004